# Campeonato Mundial de Baloncesto Femenino Sub-17
El Campeonato Mundial de Baloncesto Femenino Sub-17 es una competición de baloncesto organizada por la FIBA, fundada en 2010 y que se celebra cada dos años. La edad máxima de los participantes es de 17 años y las selecciones se clasifican a través de los torneos continentales de cada confederación.

## Ediciones
| Año  | Sede                               | Partido por la medalla de oro         | Partido por la medalla de oro         | Partido por la medalla de oro         | Partido por la medalla de bronce      | Partido por la medalla de bronce      | Partido por la medalla de bronce      |
| Año  | Sede                               | Oro                                   | Resultado                             | Plata                                 | Bronce                                | Resultado                             | 4.ª plaza                             |
| ---- | ---------------------------------- | ------------------------------------- | ------------------------------------- | ------------------------------------- | ------------------------------------- | ------------------------------------- | ------------------------------------- |
| 2010 | Francia (Rodez / Toulouse)         | Estados Unidos                        | 92–62                                 | Francia                               | China                                 | 85–73                                 | Bélgica                               |
| 2012 | Países Bajos (Ámsterdam)           | Estados Unidos                        | 75–62                                 | España                                | Canadá                                | 84–77                                 | Japón                                 |
| 2014 | República Checa (Klatovy / Pilsen) | Estados Unidos                        | 77–75                                 | España                                | Hungría                               | 67–61                                 | República Checa                       |
| 2016 | España (Zaragoza)                  | Australia                             | 62–38                                 | Italia                                | Estados Unidos                        | 65–50                                 | China                                 |
| 2018 | Bielorrusia (Minsk)                | Estados Unidos                        | 92–40                                 | Francia                               | Australia                             | 57–51                                 | Hungría                               |
| 2020 | Rumania (Cluj-Napoca)              | Cancelado por la pandemia de COVID-19 | Cancelado por la pandemia de COVID-19 | Cancelado por la pandemia de COVID-19 | Cancelado por la pandemia de COVID-19 | Cancelado por la pandemia de COVID-19 | Cancelado por la pandemia de COVID-19 |
| 2022 | Hungría (Debrecen)                 | Estados Unidos                        | 84–62                                 | España                                | Francia                               | 84–82                                 | Canadá                                |
| 2024 | México (León / Irapuato)           | Estados Unidos                        | 84–64                                 | Canadá                                | España                                | 47–39                                 | Francia                               |
| 2026 | República Checa (Brno)             |                                       | -                                     |                                       |                                       | -                                     |                                       |

## Medallero
- Actualizado hasta México 2024

| Núm. | País           | Oro | Plata | Bronce | Total |
| ---- | -------------- | --- | ----- | ------ | ----- |
| 1    | Estados Unidos | 6   | 0     | 1      | 7     |
| 2    | Australia      | 1   | 0     | 1      | 2     |
| 3    | España         | 0   | 3     | 1      | 4     |
| 4    | Francia        | 0   | 2     | 1      | 3     |
| 5    | Canadá         | 0   | 1     | 1      | 2     |
| 6    | Italia         | 0   | 1     | 0      | 1     |
| 7    | China          | 0   | 0     | 1      | 1     |
| 8    | Hungría        | 0   | 0     | 1      | 1     |

## Participaciones por país
| Equipo          | 2010 | 2012 | 2014 | 2016 | 2018 | 2022 | 2024 | 2026 | Total |
| --------------- | ---- | ---- | ---- | ---- | ---- | ---- | ---- | ---- | ----- |
| Alemania        | –    | –    | –    | –    | –    | 7º   | –    |      | 1     |
| Angola          | –    | –    | –    | –    | 16º  | –    | –    |      | 1     |
| Argentina       | 9º   | –    | –    | –    | 13º  | 15º  | 16º  |      | 4     |
| Australia       | 7º   | 5º   | 5º   | 1º   | 3º   | 5º   | 5º   |      | 7     |
| Bélgica         | 4º   | 7º   | –    | –    | –    | 13º  | –    |      | 3     |
| Bielorrusia     | –    | –    | –    | –    | 15º  | –    | –    |      | 1     |
| Brasil          | –    | 11º  | 9º   | 13º  | –    | –    | –    |      | 3     |
| Canadá          | 11º  | 3º   | 6º   | 7º   | 9º   | 4º   | 2º   |      | 7     |
| China           | 3º   | –    | 11º  | 4º   | 11º  | –    | –    |      | 4     |
| China Taipéi    | –    | –    | –    | –    | –    | –    | 10º  |      | 1     |
| Colombia        | –    | –    | –    | –    | 14º  | –    | –    |      | 1     |
| Corea del Sur   | –    | 9º   | 10º  | 15º  | –    | 14º  | –    |      | 4     |
| Croacia         | –    | –    | –    | –    | –    | –    | 9º   |      | 1     |
| Egipto          | –    | –    | 16º  | –    | –    | 11º  | 11º  |      | 3     |
| Eslovaquia      | –    | –    | 15º  | –    | –    | –    | –    |      | 1     |
| Eslovenia       | –    | –    | –    | –    | –    | 9º   | –    |      | 1     |
| España          | 8º   | 2º   | 2º   | 6º   | 6º   | 2º   | 3º   |      | 7     |
| Estados Unidos  | 1º   | 1º   | 1º   | 3º   | 1º   | 1º   | 1º   |      | 7     |
| Finlandia       | –    | –    | –    | –    | –    | –    | 8º   |      | 1     |
| Francia         | 2º   | –    | 8º   | 8º   | 2º   | 3º   | 4º   |      | 6     |
| Hungría         | –    | –    | 3º   | –    | 4º   | 6º   | –    |      | 3     |
| Italia          | –    | 6º   | 13º  | 2º   | 5º   | –    | 7º   |      | 5     |
| Japón           | 5º   | 4º   | 7º   | 9º   | 7º   | 8º   | 6º   |      | 7     |
| Letonia         | –    | –    | –    | 10º  | 8º   | –    | –    |      | 2     |
| Malí            | 12º  | 10º  | 12º  | 11º  | 10º  | 10º  | 13º  |      | 7     |
| México          | –    | –    | 14º  | 14º  | –    | 16º  | 15º  |      | 4     |
| Nigeria         | –    | –    | –    | DQ   | –    | –    | –    |      | 1     |
| Nueva Zelanda   | –    | –    | –    | –    | 12º  | 12º  | 12º  |      | 3     |
| Países Bajos    | –    | 8º   | –    | –    | –    | –    | –    |      | 1     |
| Portugal        | –    | –    | –    | 12º  | –    | –    | –    |      | 1     |
| Puerto Rico     | –    | –    | –    | –    | –    | –    | 14º  |      | 1     |
| República Checa | –    | –    | 4º   | 5º   | –    | –    | –    | Q    | 3     |
| Rusia           | 6º   | –    | –    | –    | –    | DQ   | –    |      | 1     |
| Turquía         | 10º  | 12º  | –    | –    | –    | –    | –    |      | 2     |
| Total           | 12   | 12   | 16   | 16   | 16   | 16   | 16   | 16   |       |

## Debuts por edición
| Año  | Debuts |
| ---- | --- |
| 2010 | Argentina, Australia, Bélgica, Canadá, China, España, Estados Unidos, Francia, Japón, Malí, Rusia, Turquía |
| 2012 | Brasil, Corea del Sur, Italia, Países Bajos                                                                |
| 2014 | Egipto, Eslovaquia, Hungría, México, República Checa                                                       |
| 2016 | Letonia, Nigeria (Desclasificada), Portugal                                                                |
| 2018 | Angola, Bielorrusia, Colombia, Nueva Zelanda                                                               |
| 2022 | Alemania, Eslovenia                                                                                        |
| 2024 | China Taipéi, Croacia, Finlandia, Puerto Rico                                                              |
| 2026 | TBD |